# Bergehalden Noppenberg und Nordstern
Das Naturschutzgebiet Bergehalden Noppenberg und Nordstern liegt auf dem Gebiet der Städte Alsdorf und Herzogenrath in der Städteregion Aachen in Nordrhein-Westfalen.

## Lage
Das Gebiet erstreckt sich westlich der Kernstadt Alsdorf, östlich der Kernstadt Herzogenrath und nördlich des Herzogenrather Stadtteils Noppenberg und des Alsdorfer Stadtteils Zopp entlang der am südlichen Rand verlaufenden Landesstraße L 47. Südlich des Gebietes erstreckt sich das 51,8 ha große Naturschutzgebiet (NSG) Unteres Broichbachtal südlich Noppenberg und östlich das 35,5 ha große NSG Bergehalde Anna II. Südöstlich verläuft die B 57.

## Bedeutung
Das etwa 100,7 ha große Gebiet wurde im Jahr 2003 unter der Schlüsselnummer ACK-099 unter Naturschutz gestellt. Schutzziele sind Erhalt und Optimierung eines Haldengeländes mit wertvollen Amphibien-Laichgewässern.

## Rundblicke

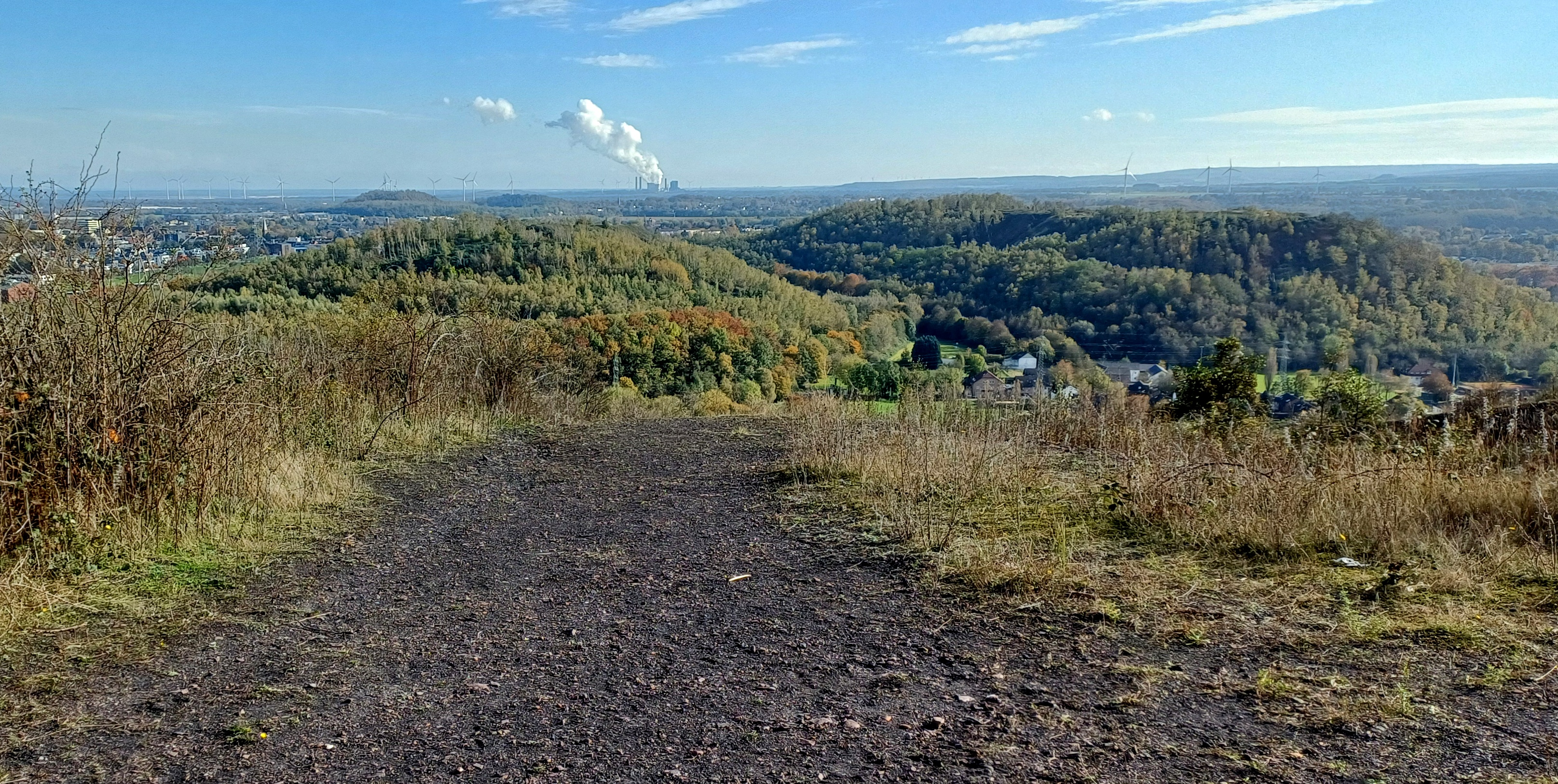
Blick Richtung Ostsüdost. Mitte links Bergehalde Anna II, Mitte rechts Bergehalde Anna I, hinten links Bergehalde Maria Hauptschacht, hinten Mitte Bergehalde Jaspersberg, Hintergrund Kraftwerk Weisweiler.
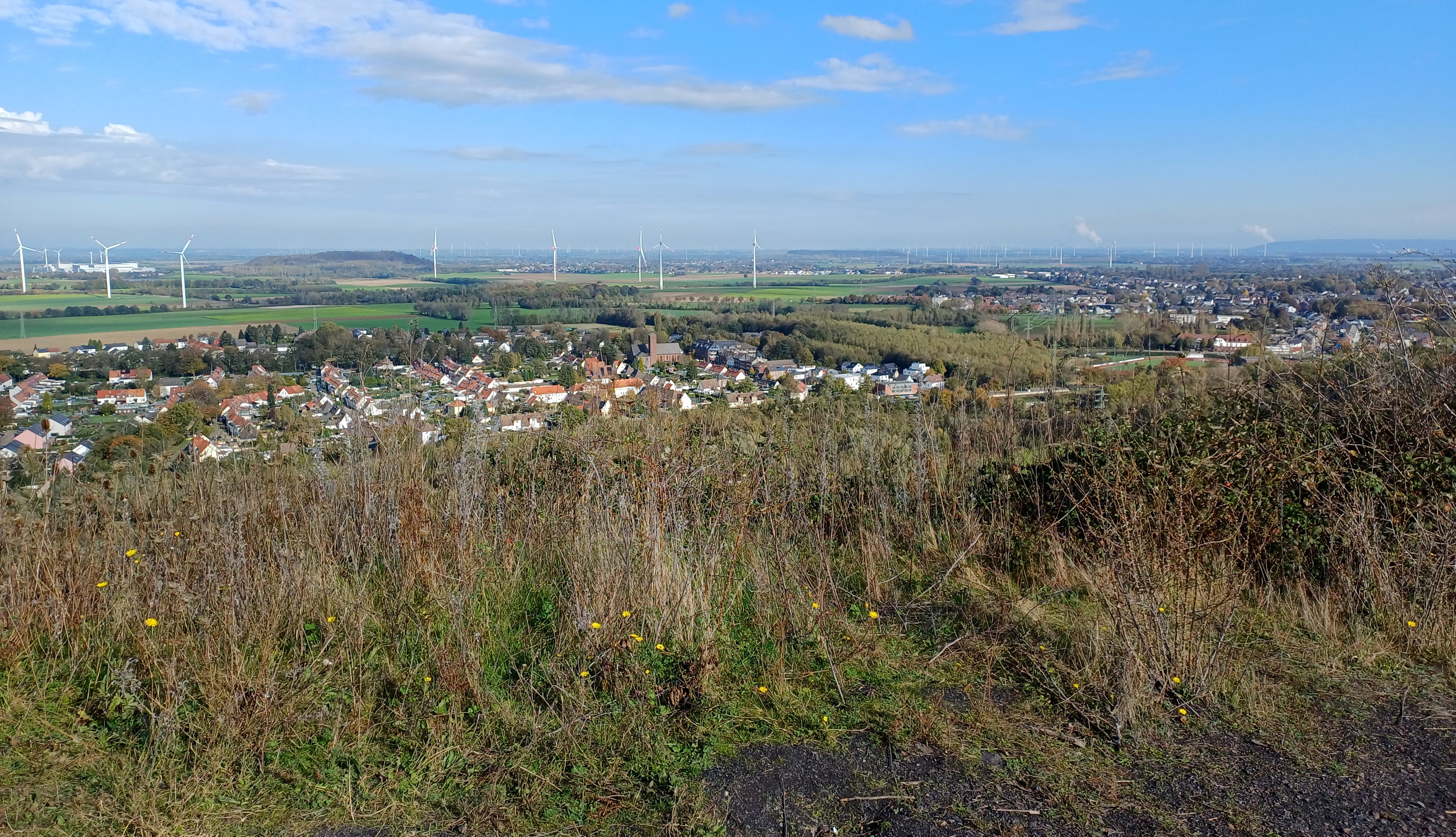
Blick Richtung Ostnordost. Hinten links Bergehalde Carl Alexander, hinten mittig Bergehalde Emil Mayrisch, hinten rechter Bildrand Ausläufer der Sophienhöhe
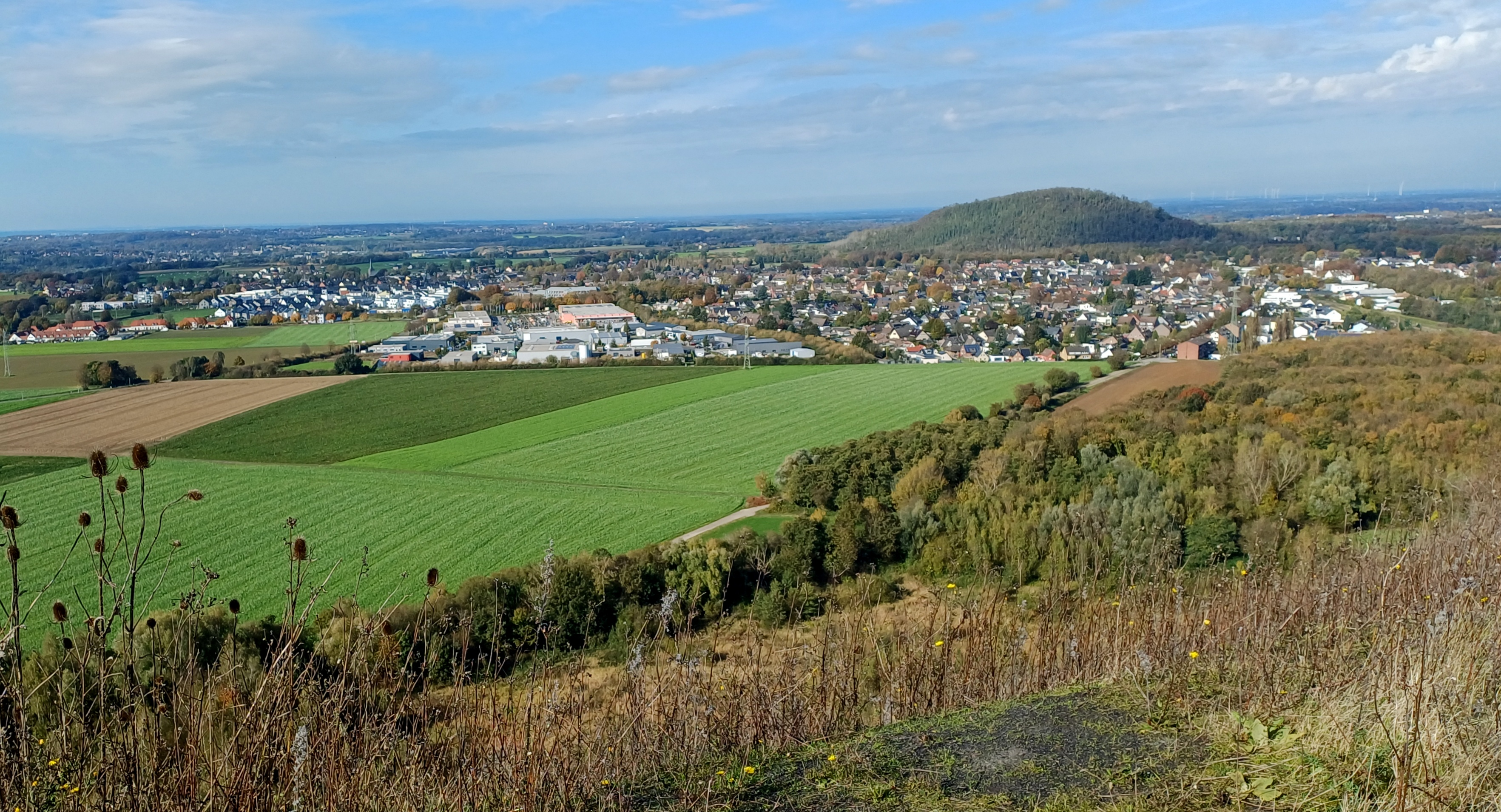
Blick Richtung Norden. Mittig Bergehalde Grube Adolf, Merkstein